# The Glitch Mob

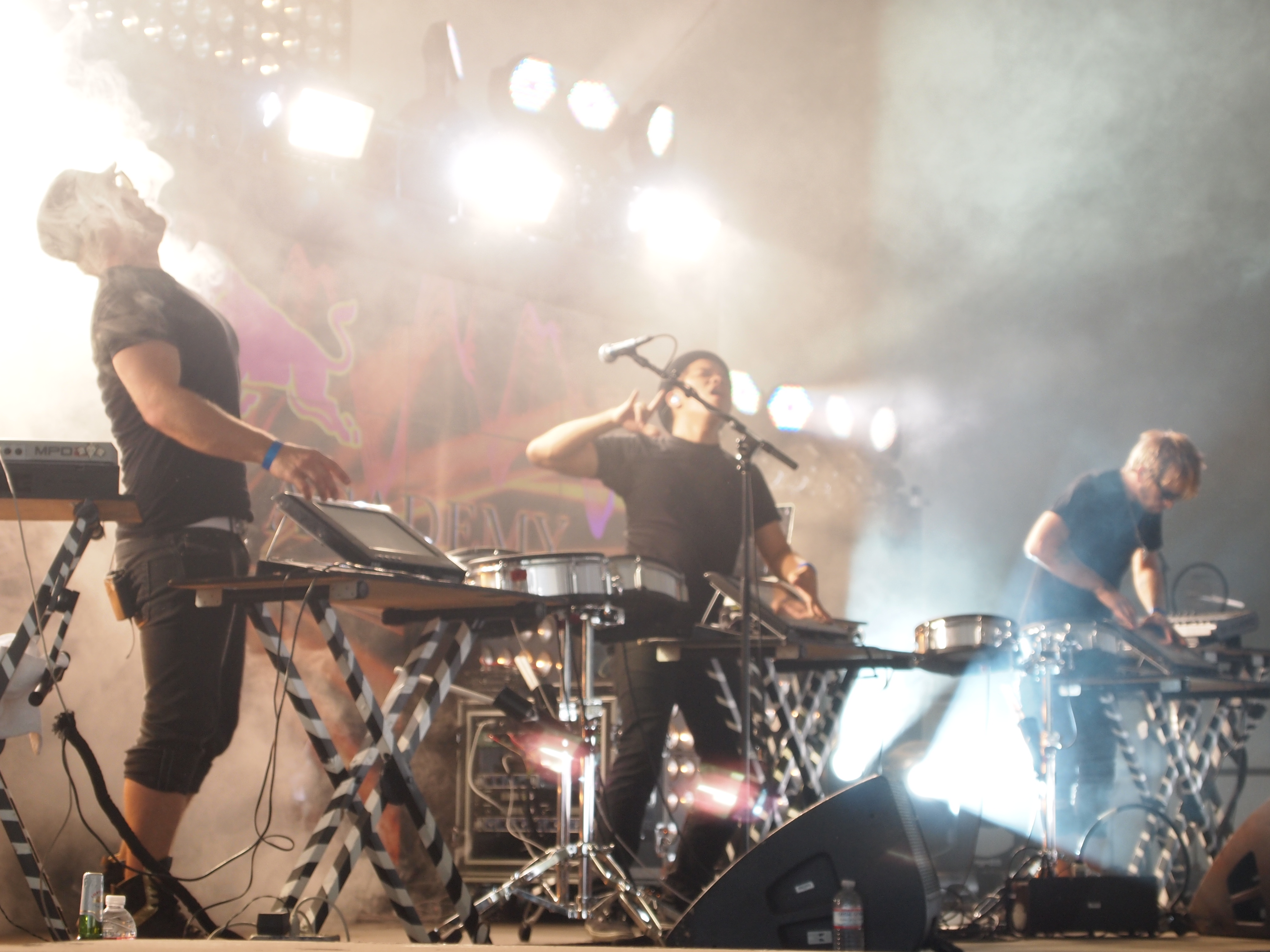
Boreta, ediT, Ooah – Electric Zoo Festival, 2010

The Glitch Mob – amerykańska grupa muzyczna założona w 2006 roku z inicjatywy czterech muzyków z Los Angeles i San Francisco znanych pod pseudonimami edIT, Boreta, Ooah i Kraddy. Wkrótce po założeniu Kraddy opuścił grupę. Zespół najbardziej znany jest z utworu „Drive It Like You Stole It”, wykorzystanego podczas występu grupy Fighting Gravity w programie America’s Got Talent. Zespół wystąpił w Polsce 7 listopada 2011 w ramach festiwalu Ars Cameralis w Katowicach.

## Dyskografia

### Albumy
- Drink the Sea (2010)
- Drink the Sea – The Remixes (2011)
- Love Death Immortality (2014)
- Love Death Immortality Remixes (2015)
- See Without Eyes (2018)

### Single i EP
- Drive It Like You Stole It (2010)
- We Can Make The World Stop EP (2011)
- Piece Of The Indestructible (2015)

### Mixtape’y
- Crush Mode (2009)
- Local Area Network (2009)
- Drink the Sea Part 2 (2010)
- Drink the Sea the Remixes Vol. 1 + 2
- More Voltage (2011)

### Teledyski
- Beyond Monday (2010)[1]
- Between Two Points (z albumu Drink the Sea, 2011)[2]
- We Can Make The World Stop (2011)[3]